# أور روزنتال
أور روزنتال (بالهولندية: Uri Rosenthal) (و. 1945  م) هو سياسي، ودبلوماسي، وأستاذ جامعي هولندي، ولد في مونترو، هو عضوٌ في حزب الشعب من أجل الحرية والديمقراطية.

## مناصب
تولى منصب عضو مجلس الشيوخ في هولندا
- وزير الخارجية.

## التعليم
تعلم في جامعة أمستردام، وجامعة إراسموس روتردام.

## جوائز
حصل على جوائز منها:
- وسام عائلة أوراني - ناساو.

## روابط خارجية
- أور روزنتال على موقع مونزينجر (الألمانية)